# 혁신학교
혁신학교(革新學校)는 대한민국의 학교의 한 형태로, 대부분 학급 인원이 25명 이하인 소규모 학교로 운영하고 학교 운영과 교육 과정 운영에서 자율성을 가지며 교직원의 안정적인 근무와 행정 인력을 지원하기 위해 예산이 지원되는 형태의 학교이다. 지난 2009년 당시 김상곤 경기도교육감이 도입한 후 2010년 진보 교육감들이 대거 당선되면서 확산돼 현재 전국 14개 시도교육청에서 혁신학교를 운영하고 있다. 경남교육청은 ‘행복학교’, 광주시교육청은 ‘빛고을 학교’, 전남교육청은 '무지개학교', 인천시교육청은 ‘행복배움학교’, 강원교육청은 ‘행복더하기 학교’, 충북교육청은 ‘행복씨앗학교’, 부산시교육청은 ‘다행복학교’, 울산시교육청은 '서로나눔학교', 제주시교육청은 ‘다혼디배움학교’, 서울교육청은 ‘서울형 혁신학교’, 세종, 전북, 경기교육청은 ‘혁신학교’로 부르고 있다. 시도교육청마다 혁신학교의 이름은 다르지만 민주적 공동체를 바탕으로 학생, 교원, 학부모, 지역사회가 소통하며, 자발적으로 학교를 운영하고, 입시와 경쟁보다는 진로와 전인교육, 협력으로 함께 배우는 교육을 내세우며 미래지향적인 공교육의 모델을 지향하고 있다.

## 교장
교장 자격증이 없어도 교장을 할 수 있다.

## 교육
교과수업 대신 창의적 체험활동을 늘려 더 많은 체험을 할 수 있다.